# سعید مؤتمن‌الملک
میرزا سعید خان انصاری (مؤتمن‌الملک) (۱۲۳۱–۱۳۰۱ قمری) وزیر امور خارجهٔ ایران در عصر ناصرالدین شاه قاجار بود. به مدت ۲۵ سال و به صورت نامتمرکز (طی دو دوره) وزیرامور خارجه ایران بود.
این شخص ابتدا از ملاهای خوش‌نویس و فاضل گرمرود آذربایجان و به «ملا محمدسعید انصاری» معروف بود. در ذی‌القعدهٔ ۱۲۶۴ ه‍.ق که ناصرالدین‌شاه به‌همراهی میرزا محمدتقی‌خان فراهانی (امیرکبیر) از تبریز برای جلوس به تهران می‌آمد ملا محمدسعید در قریهٔ باسمنج برای تقدیم عرض حالی به خدمت امیر رسید. امیر چون خط و ربط او را پسندید وی را به خدمت خود گرفت و هنوز تهران نرسیده او را منشی و کاتب اسرار خود کرد چنان‌که در تمام مدتی که امیر بر سر کار بود یک قسمت از احکام و دستورهای او به خط خوش همین ملا سعید که بعدها میرزا سعید شد صادر می‌گردید. بعد از فوت میرزا محمدعلی‌خان شیرازی وزیر دول خارجه که در هیجدهم ربیع‌الثانی ۱۲۶۸ ه‍.ق (۲۱ بهمن ۱۲۳۰ ه‍.خ) اتفاق افتاد میرزا سعید از طرف ناصرالدین‌شاه به لقب خانی و دبیری مَهامِّ خارجه یا به اصطلاح امروزی به کفالت آن وزارتخانه منصوب شد و در ربیع‌الثانی ۱۲۶۹ ه‍.ق رسماً به وزارت خارجه برقرار گردید و بعدها لقب مؤتمن‌الملک یافت.
دورهٔ اول وزارت خارجهٔ میرزا سعیدخان مؤتمن‌الملک از ۱۲۶۹ تا ۱۲۹۰ ه‍.ق یعنی بیش از بیست و یک سال طول کشید تا آن که میرزا حسین خان سپهسالار پس از افتادن از صدارت از طرف ناصرالدین‌شاه به وزارت خارجه منصوب شد میرزا سعیدخان به تولیت آستانهٔ رضوی رفت. در ۱۲۹۷ ه‍.ق پس از عزل سپهسالار بار دیگر مؤتمن‌الملک به وزارت خارجه برگشت و این بار در این مقام بود تا به سن هفتاد در سال ۱۳۰۱ ه‍.ق در تهران وفات یافت. میرزا سعید در انشا و حسن خط و احاطه بر اشعار عربی و فارسی در عهد خود کم‌نظیر بود.